# 2,4-dinitrofenilidrazina
La 2,4-dinitrofenilidrazina (o 2,4-DNPH o DNPH) è un derivato dell'idrazina.
A temperatura ambiente si presenta come un solido arancio-rosso inodore. È un composto nocivo, irritante, ed esplosivo.
Si usa in soluzione alcolica in chimica analitica come reattivo per caratterizzare aldeidi e chetoni: con essi forma infatti un precipitato di colore che varia dal giallo al rosso intenso, il corrispondente 2,4-dinitrofenilidrazone.
Isolando e asciugando il precipitato e quindi misurandone il punto di fusione è possibile, attraverso dati di letteratura, identificare l'aldeide o il chetone che ha dato luogo al precipitato.
La 2,4-dinitrofenilidrazina è un composto esplosivo e sensibile all'urto, quindi viene venduta inumidita con acqua per ridurre il rischio di detonazione accidentale.